# Tauves
Tauves é uma comuna francesa na região administrativa de Auvérnia-Ródano-Alpes, no departamento Puy-de-Dôme. Estende-se por uma área de 33,57 km². Em 2010 a comuna tinha 789 habitantes (densidade: 23,5 hab./km²).

## Cidades-irmãs
- Castiglione di Sicilia, Itália